# Egon Žitnik
Egon Žitnik (ur. 14 czerwca 1901 w Radovljicy, zm. po 1948) – chorwacki wojskowy (pułkownik), dowódca Lekkiej Brygady Transportowej na froncie wschodnim, z-ca dowódcy 1 Brygady i dowódca 2 Brygady Jugosłowiańskiej w ZSRR podczas II wojny światowej.
Ukończył szkołę kadetów w Grazu, a następnie Karlovacu, po czym rozpoczął służbę wojskową w armii austro-węgierskiej. Po powstaniu Królestwa SHS w 1918 ukończył studia w akademii wojskowej w Belgradzie. W okresie międzywojennym służył w Królewskiej Armii Jugosłowiańskiej jako oficer. Po najeździe wojsk osi na Jugosławię i ogłoszeniu utworzenia Niepodległego Państwa Chorwackiego 10 kwietnia 1941 r., wstąpił do Chorwackiej Domobrany. Pod koniec czerwca stanął na czele nowo formowanej Lekkiej Brygady Zmotoryzowanej (Laki Prijevozni Zdrug), która była przeznaczona do walki na froncie wschodnim w ramach ekspedycyjnych Włoskich Wojsk w Rosji. W Varaždinie chorwaccy żołnierze przeszli przeszkolenie wojskowe, oczekując na przydzielenie do włoskich sił ekspedycyjnych. W międzyczasie byli używani do oczyszczania Kordunu, Banoviny i Bosanskiej krajiny z ukrywających się po lasach b. żołnierzy jugosłowiańskich i band rabunkowych. 17 grudnia Brygada została przetransportowana do Włoch, gdzie dostała pełne wyposażenie i uzbrojenie, a następnie przeszła 3-miesięczne intensywne szkolenie. 16 kwietnia 1942 Brygada we włoskich mundurach przybyła na front wschodni nad Don, gdzie przydzielono ją do 3. Szybkiej Dywizji Piechoty Zmotoryzowanej „Principe Amedeo Duca D’Aosta” pod dowództwem gen. Ettore de Blasio. Jej pierwsze starcie z Armią Czerwoną miało miejsce 11 maja w okolicy miejscowości Pierwomajskoje. W ciągu następnych 10 miesięcy Chorwaci walczyli w rejonie miejscowości Stokowo-Greko-Timofiejewka-Weseli-Nikitowo. 11 lipca zostali przeniesieni do włoskiego XXXV Korpusu. Następnie Brygada brała udział w natarciu wojsk włoskich, walcząc pod Władimirowką, Krasną Polaną i Fiodorowką. 28 lipca przekroczyła rzekę Don w Lubanskoje. 25 sierpnia na jej pozycje spadł sowiecki kontratak, powodując duże straty. Chorwaci utrzymali jednak swoje linie. 19 grudnia na jej pozycje w rejonie miejscowości Kasanskaja (w połowie drogi między Stalingradem i Woroneżem) Sowieci przypuścili potężne uderzenie. Ciężkie walki trwały do 21 grudnia i zakończyły się całkowitym zniszczeniem Brygady. Pułkownik E. Žitnik dostał się do niewoli i został osadzony w obozie jenieckim. Następnie wyraził zgodę na objęcie funkcji zastępcy dowódcy 1 Brygady, a następnie dowódcy 2 Brygady Jugosłowiańskiej formowanych do walki u boku Armii Czerwonej. W 1944 r. trafił z nią na front do Serbii. Po zakończeniu wojny służył w armii jugosłowiańskiej. W 1948 został aresztowany i skazany na karę śmierci. Nie wiadomo, kiedy ją wykonano.